# HD55309
HD55309 — хімічно пекулярна зоря спектрального класу B9, що має видиму зоряну величину в смузі V приблизно  8,8.
Вона  розташована на відстані близько 1006,7 світлових років від Сонця.

## Пекулярний хімічний вміст
Зоряна атмосфера HD55309 має підвищений вміст 
Si
.